# Emilio Mansera Conde
Emilio Mansera Conde (Osuna, provincia de Sevilla, 20 de octubre de 1929-Madrid, septiembre de 1976) fue un escritor español que se suicidó en Madrid. 

## Biografía
Emilio era hijo de Emilio Mansera y de Soledad Conde, y era igualmente hermano del también escritor Juan María Mansera Conde. Emilio Mansera Conde destacó igualmente por ser un luchador sindical incansable por los derechos de los trabajadores y defensor convencido de la dignidad e identidad del pueblo andaluz. En su obra se deja sentir el peso abrumador de un ambiente familiar excesivamente estricto y asfixiante en lo religioso.
Su obra fue publicada por editoriales de la importancia de Plaza y Janés, Magisterio Español, Ediciones Destino, Ediciones Orbis -en la colección "Grandes Autores Españoles del Siglo XX"-, Círculo de Lectores,... 
Fue finalista del Premio Nadal en 1976 con la novela La crisopa. Pasó gran parte de su vida en Madrid, donde se suicidó a la edad de 50 años, en septiembre de 1980. Por otra parte, una parte considerable de su obra -novelas, cuentos, poesía, ensayo y memorias- permanece todavía inédita.

## Obra
- 1961: La pierna de oro. Novela corta finalista -y posiblemente ganadora- del III Concurso Literario Popular del Club CCC; publicada por la Editorial CCC, de San Sebastián, en 1961.
- 1964: El hacha y la estopa. Novela que recibió el premio "Selecciones Lengua Española" y fue publicada por primera vez por Plaza y Janés Editores.
- 1977: La crisopa. Novela finalista en 1976 del Premio Nadal y publicada por primera vez en 1977 por Ediciones Destino.
- 1973: La coz. Relato que obtuvo un premio en el concurso Hucha de Oro y por ello fue incluido en una antología publicada en 1973 por la Editorial Magisterio Español.

- Datos: Q5831202